# 皇太子妃
皇太子妃，簡稱為太子妃，是东亚文化圈，皇太子正妻获得的封号。如果太子的等級為王太子，則要改稱為王太子妃。
皇太子妃位號始於中國西汉，後來歷代沿用，並傳至日本、朝鮮、越南，作為皇太子法定正室位號。皇太子妃身為皇太子的正妻，夫妻“一体”，故禮制上與皇太子平等。在皇族中的待遇、地位，历代朝廷各有规定，明朝时待遇与皇后之下的皇妃相同。又因以皇太子居所——東宮（或稱春宮）為皇太子的代稱，於是東宮妃、春宮妃也成為皇太子妃的別稱。
現時東亞僅有日本保有君主制，也是世界上目前唯一以“皇帝”為君主稱號的國家。因目前在位的德仁天皇無男性子嗣、無法冊立皇太子，故也無皇太子妃；日本前任皇太子妃為德仁天皇的皇后雅子皇后，她在1993年與時任皇太子的德仁親王結婚後獲封皇太子妃，並在2019年5月1日，隨著丈夫登位為天皇，雅子的頭銜也改換為皇后。
雖然目前日本皇室因為沒有皇太子、皇太子妃的存在，但德仁天皇登基後，其胞弟秋篠宮文仁親王作為下任天皇的第一順位繼承人，故獲封「皇嗣」；文仁親王妃紀子亦隨之獲封「皇嗣妃」，是目前世界上唯一一個擁有“皇嗣妃”稱號的人。

## 简介
皇太子妃的册立通常有数种情况，一、是为皇太子选择正妻，册立她为皇太子妃，即是“纳妃”；二、册立皇太子，同时，册封其正室为皇太子妃。若无正室，亦有册封妾室的例子；三、皇太子妾室受封为皇太子妃，成为继室。由於皇太子妃是從丈夫而來的封號，若皇太子被廢，皇太子妃亦會失去身份。
丈夫以皇太子身份繼位為皇帝之後，皇太子妃也理當成為皇后，其他妾室册封为妃嫔。由于太子妃有成为皇后的可能性，因此纳太子妃时，太子妃的出身和品行都是皇帝等当权者在議選時的重點。古代至近代皇太子妃的人選一般由按照一定程序選定。
除皇太子妃顺利成为皇后的情况外，但也有出現過在繼位之前皇太子妃即失寵於太子的情況，而太子妃亦得不到皇后身分的情形。有部份朝代的制度規定所有皇太子妻妾在太子登基之後僅冊封為妃嬪，一段時間之後才把原來的太子妃冊封為皇后。
皇太子妃在丈夫登基前已去世，可追封為皇后，但这并非定制。如皇太子較皇太子妃早逝，而其子繼位為帝，皇太子妃可能被尊為皇太后或皇太妃。另一种特殊的情况，皇太子、皇太子妃同样早逝世，庶子或继子继位为帝，追尊嫡母为皇后，如南梁皇太子妃蔡氏、明朝皇太子妃常氏。

### 中國
自漢代開始，歷代皇太子正室法定位號皆稱皇太子妃。日常行文中，太子妃、储妃与皇太子妃亦有混用。因皇太子別稱東宮，故又称皇太子妃为東宮妃。皇太子繼位為國君之後，皇太子妃也理當成為皇后，其他妾室册封为妃嫔。但也有太子繼位后，太子妃因失寵於、或其他情況，得不到皇后身分的情形，如唐宪宗嫡妻郭贵妃。
汉惠帝为太子时，父亲汉高帝为他选择某位女子为太子妃，这是中国第一位有记载的太子妃。汉景帝为太子时之正室薄氏（後為孝景薄皇后），是由祖母薄太后为他选择本家族的女子薄氏为太子妃，亦是首位記載个人身份的皇太子妃。而后世太子妃的人選一般由皇帝為太子選定，太子妃除了身為皇太子的正妻之外，在皇太子繼位之後，太子妃也將成為皇后，因此太子妃的出身和品行都是皇帝在議選時的重點。
明初，皇太子妃之下有皇太子次妃。明廷制定的皇太子妃待遇大体相同与皇后之下的皇妃相同。皇太子妃礼服为九翬四鳳冠、青質翟衣。常服有犀冠、燕居冠，其“大衫、霞帔、燕居佩服之飾，俱同皇妃”。乘车称“鳳轎、小轎，制同皇妃。行障、坐障之制亦同”，即“行障、坐障俱紅綾爲之，繪雲鳳，而行障瀝水繪香草。”皇太子妃丧礼少见。按照明光宗元配皇太子妃郭氏的例子，皇帝“辍朝”五日，不鸣钟鼓。帝服浅淡色衣，百官青素服、黑角带朝参，皇长孙主馈奠。”
清朝康熙帝子允礽是清朝第一位，也是唯一一位公开册立的太子，因此他的妻子瓜爾佳氏是中国封建王朝最后一位正式册封的太子妃。乾隆帝子颙琰做了几个月公开的皇太子，他的嫡福晉喜塔腊氏虽未有正式册封，但仍是中国封建王朝最后一位太子的嫡妻。

### 日本

日本皇太子妃旗

隋唐律令以儲君為太子。古代日本仿唐制度，以東宮（或稱春宮）借指皇太子。平安時代以後，對於太子多稱坊，妃嬪無嫡庶皆稱御息所。中世紀時武家興盛，皇室與公家式微，天皇也不冊立皇后，更無太子妃。至江戶時代，多稱皇太子妃為東宮御息所。明治以後復稱儲君為皇太子，儲君正妃為皇太子妃(こうたいしひ)。與廢中宮職而設皇后宮職不同，宮內仍存東宮職，主理皇太子及皇太子妃相關事務。
現代日本的皇太子妃候選女性由宮內廳審查和淘汰，對象必須為純粹的日本人、有一定水平的才智和素养、亲属中無犯罪紀錄等，一般挑選名門閨秀或財閥女兒為候選人，再安排相親。皇太子亦容許與民女自由戀愛，並可以提出讓自己的女朋友或心儀的女性納入候選，然而即使與皇太子兩情相悅，仍要經過多重關卡才可成功嫁入皇室成為皇太子妃。如日本上皇明仁的上皇后正田美智子，在明仁仍為皇太子時已和明仁交往，明仁欲迎娶美智子為妃，提出把美智子納入為太子妃候選人，但遭到皇室反對，經過東宮教育掛小泉信三的多次斡旋，美智子才得以成為太子妃。現任天皇德仁在與皇后小和田雅子交往前也曾一度提出兩位心儀女性為太子妃候選，但都被宮內廳審查後淘汰。
日本作為目前東亞諸國中唯一保有君主制、且同時也是世界上目前唯一以“皇帝”為君主稱號的國家，在2019年5月1日之前仍有皇太子妃存在。2019年4月30日，明仁天皇退位；次日，其長子德仁皇太子繼位為天皇，故皇太子妃雅子隨之成為皇后；而德仁天皇無男性子嗣、無法冊立皇太子，故也無皇太子妃。
德仁天皇登基後，其胞弟秋篠宮文仁親王作為下任天皇的第一順位繼承人，根據為因應明仁天皇退位而訂定的「天皇退位等相關皇室典範特例法」（簡稱特例法），獲封為「皇嗣」；文仁親王妃紀子亦隨之獲封「皇嗣妃」，且根據特例法，皇嗣的一應待遇，皆比照皇室典範中有關皇太子的相關條文辦理，故皇嗣、皇嗣妃的實際待遇與地位，等同於皇太子、皇太子妃。

### 朝鮮
朝鮮王朝在獨立前，其君主和其餘王室成員的稱呼，都比中國皇室低一階，因此朝鮮王位的繼承人也只能稱王世子，而非皇太子（但仍可稱之為東宮或春宮），連帶的王世子之正妻也只能稱為王世子嬪，其他的稱呼還有；世子嬪、嬪宮、春宮嬪、東宮嬪等等，而在1896年，朝鮮王朝宣布中止與清朝之間的冊封國關係，改號大韓帝國，因而皇室成員的稱號皆提升一級，因此皇太子的正妻亦改稱為妃宮(비궁)、太子妃(태자비)等等。
朝鮮的皇太子妃位號僅見於大韓帝國時期，1897年朝鮮高宗李熙称帝，改国号大韩帝国，王太子李坧改封皇太子，後來李坧娶繼室尹氏，尹氏被封為皇太子妃，她是朝鮮歷史上第一位也是唯一一位有明載的皇太子妃，也是朝鮮史上最後一位皇太子妃。
值得一提的是，朝鮮王朝及大韓帝國最後的王位繼承人李垠，其妻李方子（舊名梨本宮方子女王）在1989年死後，受到當時韓國政府以皇太子妃(황태자비)的地位舉行准國葬。

### 越南
越南雖為中國藩屬，但對外稱王，對內稱帝，儲君封皇太子，正室封皇太子妃。直至阮朝規定皇族不立正室，也沒有皇太子妃。

## 翻譯用法
东亚之外君主国的儲君，如其父或其母，即在位君主的头衔翻译为皇帝或国王，则称他们为皇太子、王太子。他们的正室称為皇太子妃、王太子妃，如法国王太子妃。
現時所有以國王或女王為君主的欧洲王國，如儲君為君主儿子，通常称为Crown Prince，翻译为王太子或王儲。他们的妻子获得Crown Princess的头衔，即Crown Prince的阴性形式，翻译为王太子妃或王儲妃。但有些王储的妻子卻不一定擁有儲妃的封號，這可能是由於其的出身問題（如貴賤通婚）或自願放棄封號。
例如英國储君的妻子通常拥有威爾士王妃的头衔。前任王储查理斯王子的前妻戴安娜在離婚后，至1997年逝世前仍保有威尔士王妃头衔。但查理斯王子在2005年迎娶的現任妻子卡米拉，卻因為曾經離婚且前夫尚在人世而得不到威爾士王妃的稱號，僅封為康沃爾公爵夫人。

## 备注
1. ↑  明朝皇族女性中，地位依次是皇太后、皇后、皇妃等。皇太子妃待遇与皇妃相同[4][5]。冠服方面略高于皇帝的九嫔。与親王妃、公主相同[4]。
2. ↑  唐肃宗为太子时的太子妃韦氏即是丈夫被册为皇太子，她以妾室身份被册立为皇太子妃。
3. ↑  明朝太子朱标次妃吕氏受封皇太子妃，成为朱标继室。